# 安塞尔莫
安塞尔莫（Anselmo，1980年10月24日—），全名安塞尔莫·塔德武·席尔瓦·多·纳西门托（Anselmo Tadeu Silva do Nascimento），在中国联赛的注册名为阿塞姆，是巴西职业足球运动员，司职前锋。现在效力于中国足球超级联赛球队上海申鑫。

## 俱乐部生涯
1998年，安塞尔莫在巴西球队帕尔梅拉斯开始职业足球生涯，2003年离开球队，之后五年他曾在一系列巴西球队效力，期间也短暂加盟卡塔尔球队阿尔-赛利亚。2008年，瑞典足球超级联赛球队哈尔姆斯塔德以创俱乐部纪录的300万瑞典克朗的价格签入安塞尔莫。 安塞尔莫和球队签订一份三年的合同，在合同到期后，由于哈尔姆斯塔德无力支付安塞尔莫要求的薪金而没有和他续约，安塞尔莫回到巴西博塔福戈(SP)， 之后又迅速转投戈亚尼恩斯竞技参加巴西足球甲级联赛，出场34次射进12球。
2012年1月，中国足球超级联赛球队上海申鑫宣布正式和安塞尔莫签约。